# Hôtel Lambert

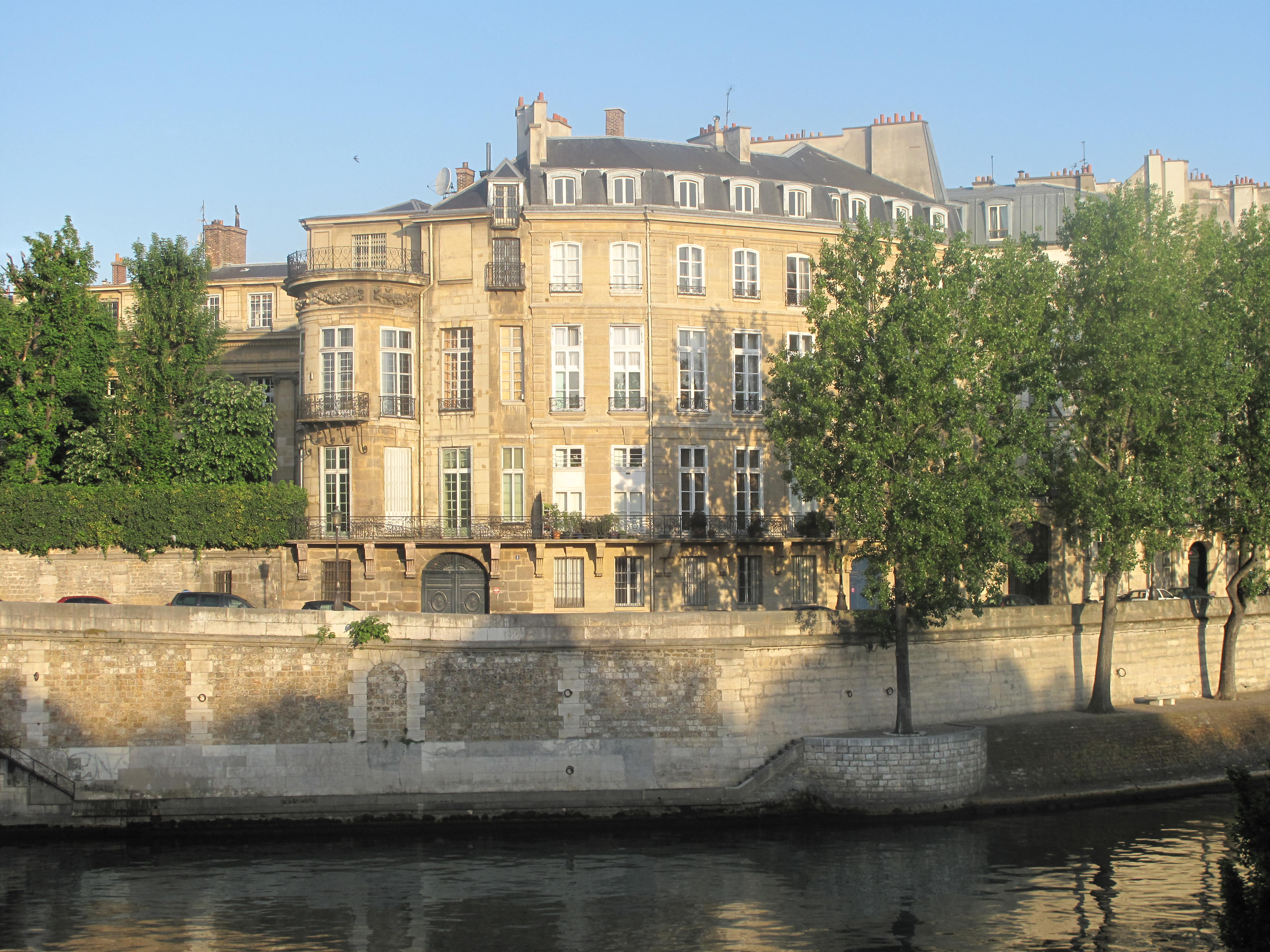
Hôtel Lambert auf der Île Saint-Louis in Paris

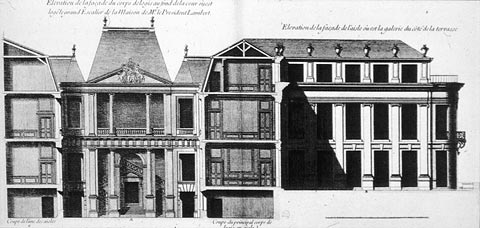
Aufriss und Blick auf Fassade und Seitenflügel des Hôtel Lambert, 1655–1656

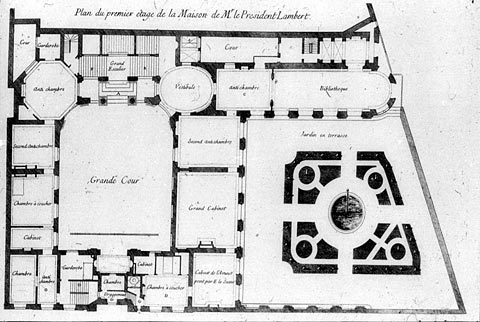
Grundriss der 1. Etage. Plan von Louis Le Vau, um 1640

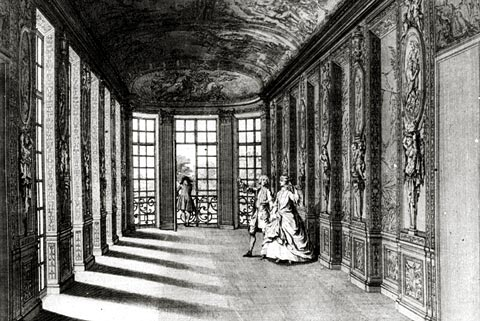
Die Herkulesgalerie des Hôtel Lambert. Kupferstich von Bernard Picart, 1713–1719

Das Hôtel Lambert auf der Île Saint-Louis, einer Flussinsel der Seine im Zentrum von Paris zwischen den Stadtvierteln Marais, Quartier Latin und der Île de la Cité, zählt zu den schönsten unter den zahlreichen Stadtpalästen der Pariser Innenstadt (den so genannten hôtels particuliers) und ist gleichzeitig Namensgeber einer politischen Fraktion innerhalb der polnischen Emigration des 19. Jahrhunderts.
Seit 1991 gehört das Hôtel Lambert zur UNESCO-Weltkulturerbe Seineufer von Paris. Zur Welterbestätte auf der Île Saint-Louis gehört auch das Hôtel de Lauzun, das sich seit 1928 im Besitz der Stadt Paris befindet und mit dem das Hôtel Lambert ein zusammenhängendes Architektur-Ensembles bildet. Sie repräsentieren als Hôtels particulier beispielhaft die Pariser Bauweise und Kulturerbe des 17. und 18. Jahrhunderts. Zu den herausragenden Bauwerken der Seine-Inseln gehören die Kathedrale Notre-Dame de Paris und die Sainte-Chapelle, beides Meisterwerke gotischer Baukunst.

## Lage
Das Hôtel Lambert liegt im 4. Arrondissement nahe der Ostspitze der Île Saint-Louis, mit der Front gegen das Inselinnere und der Rückseite und dem Seitenflügel gegen den nördlichen Arm der Seine. Am Palais treffen der Quai d'Anjou und die Rue Saint-Louis en l'Île aufeinander. Die Adresse lautet: 2, Rue Saint-Louis en l'Île.

## Geschichte
Erbaut wurde der Stadtpalast 1640 bis 1644 von Louis Le Vau, einem der berühmtesten französischen Architekten seiner Zeit, dem späteren Schöpfer des Schlosses Vaux-le-Vicomte südöstlich von Paris, der zudem am Bau von Schloss Versailles maßgeblich beteiligt. Bauherr war zunächst Jean-Baptiste Lambert und nach dessen Tod sein Bruder Nicolas Lambert de Thorigny, Präsident der Chambre des comptes („Königliche Rechnungskammer“) – einer der reichsten Männer Frankreichs. Lambert de Thorigny wurde im Gefolge des Prozesses von 1661 gegen den Finanzminister König Ludwigs XIV. und Besitzer von Vaux-le-Vicomte, Nicolas Fouquet, zu einer Geldstrafe von einer Million Livres verurteilt.
Am Ausbau des Hôtel Lambert waren die Künstler Charles Le Brun und Eustache Le Sueur beteiligt. Fassade, Rotunde und Garten von Le Vau bilden gemeinsam mit der Herkulesgalerie, einem auf den Spiegelsaal von Versailles vorausweisenden Werk Le Bruns, ein Ensemble, das zu den prunkvollsten städtischen Repräsentationsbauten des 17. Jahrhunderts zählt.
Im Jahr 1732 veräußerten die Nachkommen Lamberts de Thorigny den Palast an den Finanzmann Claude Dupin (1686–1769), dessen zweite Gattin, geborene Madeleine Fontaine dort einen Salon führte. Danach wechselte das Hôtel Lambert mehrfach den Besitzer, gehörte eine Zeit lang Jean-Pierre Bachasson de Montalivet, dem Innenminister Napoleons, und wurde schließlich im Mai 1842 von der polnischen Magnatenfamilie der Czartoryski erworben, die anlässlich einer Versteigerung des Besitzes die Stadt Paris, welche am Kauf der Immobilie ebenfalls Interesse zeigte und 175.000 Francs zu zahlen bereit war, um 5.000 Francs überbot. Die neuen Eigentümer begannen umgehend mit der Sanierung des Hôtel Lambert, das sich in den darauffolgenden Jahrzehnten zum Zentrum des politischen Lebens der polnischen Emigration entwickelte.
Nach dem Zweiten Weltkrieg bewohnte unter anderem die Schauspielerin Michèle Morgan den Palast. 1975 verkauften die Czartoryski das Anwesen an den Bankier Guy de Rothschild und dieser veräußerte es 2007 für rund 60 Millionen Euro an Hamad bin Chalifa Al Thani, den Emir von Katar. Der Verkauf löste einen heftigen Rechtsstreit aus, der erst durch das Eingreifen des Kulturministeriums und der Pariser Stadtverwaltung beigelegt werden konnte. Der Umbau zu einer Luxus-Residenz enthielt unter anderem Pläne für ein unterirdisches Parkhaus, welches schließlich fallengelassen wurde.
Brand
Das Gebäude sollte 2013 für 50 Millionen Euro renoviert werden. Während der Renovierungsarbeiten brach in der Nacht vom 9. auf den 10. Juli 2013 im Dachstuhl ein Brand aus, der schnell das ganze Gebäude erfasste. Der Dachstuhl brannte völlig aus, Kulturministerin Aurélie Filippetti gab bekannt, dass ein Teil der Schäden irreversibel seien, so die Zerstörungen an einem vom Maler Eustache Le Sueur kunstvoll dekorierten Bad. In ihm stürzte die komplette Decke ein. Auch an den besonders wertvolle Fresken des Malers Charles Le Brun, der sogenannten Herkulesgalerie, entstanden Schäden.
Kauf durch Xavier Niel
Nach Restaurierung für rund 130 Millionen Euro verkaufte die Familie Al Thani Anfang 2022 das Hôtel Lambert. Käufer soll zu einem Preis von über 200 Millionen Euro der Multimilliardär Xavier Niel sein. Der im Palais verwahrte Teil der Antiquitätensammlung der Familie Al Thani (ein weiterer befindet sich im Hôtel de la Marine) wird im Oktober 2022 beim Auktionshaus Sotheby’s versteigert. Künftig soll das Hôtel Lambert eine Kulturstiftung beherbergen.

## Die polnische Emigration
Nach dem erfolglosen Novemberaufstand von 1830/1831 gegen die Teilungsmächte ihres Vaterlandes war ein Großteil der zivilen und militärischen Führung der Aufständischen aus Polen nach Westeuropa emigriert, wo Paris ein natürliches Sammelbecken bildete. Haupt der Emigration war Fürst Adam Jerzy Czartoryski, unterstützt von seinem jüngeren Bruder Fürst Konstanty Adam Czartoryski, dem militärischen Anführer des Novemberaufstands. Ihr Hauptquartier war das Hôtel Lambert, Pariser Stammsitz der Familie Czartoryski, dem auch die von den Czartoryski dominierte politische Option, das liberal-aristokratische Lager innerhalb der Emigration, seinen Namen verdankt.

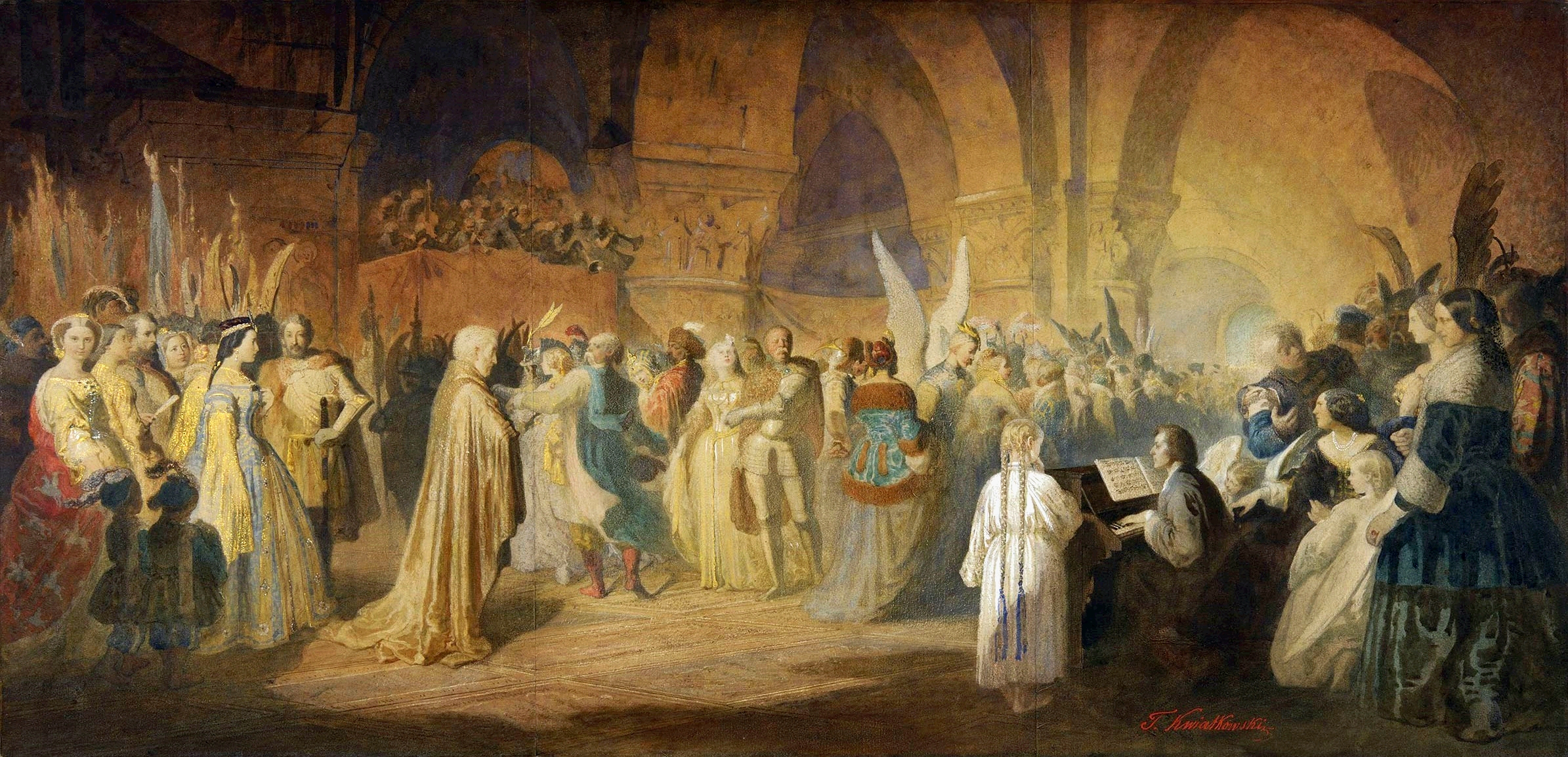
„Chopins Polonaise – Ball im Hôtel Lambert“. Aquarell und Gouache von Teofil Kwiatkowski, 1849–1860, Nationalmuseum Posen

Die Politik des „Hôtel Lambert“ war auf eine Wiederherstellung Polens als konstitutionelle Monarchie nach den Maßgaben der polnischen Verfassung vom 3. Mai 1791 gerichtet. Als Nachfolger des 1795 abgedankten letzten Königs Polens, Stanislaus II. August Poniatowski, war Fürst Adam Jerzy selbst vorgesehen. Überdies sprach sich das „Hôtel Lambert“ für eine Bodenreform nach preußischem Vorbild aus, was die völlige Abschaffung der Leibeigenschaft der polnischen Bauern bedeutet hätte. Man unternahm in Frankreich und Großbritannien intensive diplomatische Bemühungen, unterstützte die Unabhängigkeitsbestrebungen der Völker auf dem Balkan und folgte der Doktrin, dass nur ein gesamteuropäischer Krieg die Wiederherstellung der staatlichen Unabhängigkeit Polens herbeiführen könne. Diese Doktrin erwies sich zwar als richtig, was aber erst 1918, nach dem Ersten Weltkrieg, offenkundig wurde.
Unbestritten ist die kulturelle Führungsrolle und Leuchtturmfunktion des „Hôtel Lambert“ während des 19. Jahrhunderts. Unter anderem wurde eine ganze Reihe politischer und historischer Emigrationszeitschriften herausgegeben, in Paris wurden zwei Schulen für polnische Knaben und für polnische Mädchen ins Leben gerufen, die auf das Universitätsstudium in Frankreich vorbereiteten, und es wurde die noch heute am Quai d'Orléans auf der Île Saint-Louis bestehende Bibliothèque polonaise de Paris (deutsch Polnische Bibliothek von Paris) gegründet. Das Hôtel Lambert entwickelte sich zu einem Mittelpunkt des gesellschaftlichen Lebens der französischen Hauptstadt, die regelmäßig veranstalteten Kostümbälle erfreuten sich großer Beliebtheit. Neben Größen der polnischen Emigration wie Frédéric Chopin, Zygmunt Krasiński, Michał Czajkowski oder Adam Mickiewicz zählten Künstler und Schriftsteller wie Alphonse de Lamartine, George Sand, Honoré de Balzac, Hector Berlioz, Franz Liszt und Eugène Delacroix zu den regelmäßigen Gästen der Fürstenfamilie. Der Roman Paula Monti ou L'Hôtel Lambert (1842) von Eugène Sue gibt Einblick in die damalige Zeit. Bis 1876 befand sich auch die berühmte Kunstsammlung des Fürstenhauses hier, anschließend kehrte sie nach Polen zurück, wo sie bis heute im Krakauer Czartoryski-Museum zu sehen ist. Nach dem Tod des Fürsten Jerzy Adam 1861 führte dessen Sohn Władysław Czartoryski das Werk seines Vaters fort.